# Sakouli
Pour la plage, voir Plage de Sakouli.
Sakouli est une commune rurale située dans le département de Niou de la province du Kourwéogo dans la région Plateau-Central au Burkina Faso.

## Géographie
Sakouli se trouve à 5 km au sud-ouest de Natenga (anciennement appelé Niou), et de la route nationale 2, ainsi qu'à 9 km au nord-ouest de Boussé, le chef-lieu provincial.

## Santé et éducation
Le centre de soins le plus proche de Sakouli est le centre de santé et de promotion sociale (CSPS) de Natenga tandis que le centre médical avec antenne chirurgicale (CMA) de la province se trouve à Boussé.